# Amtsgericht Karlsruhe

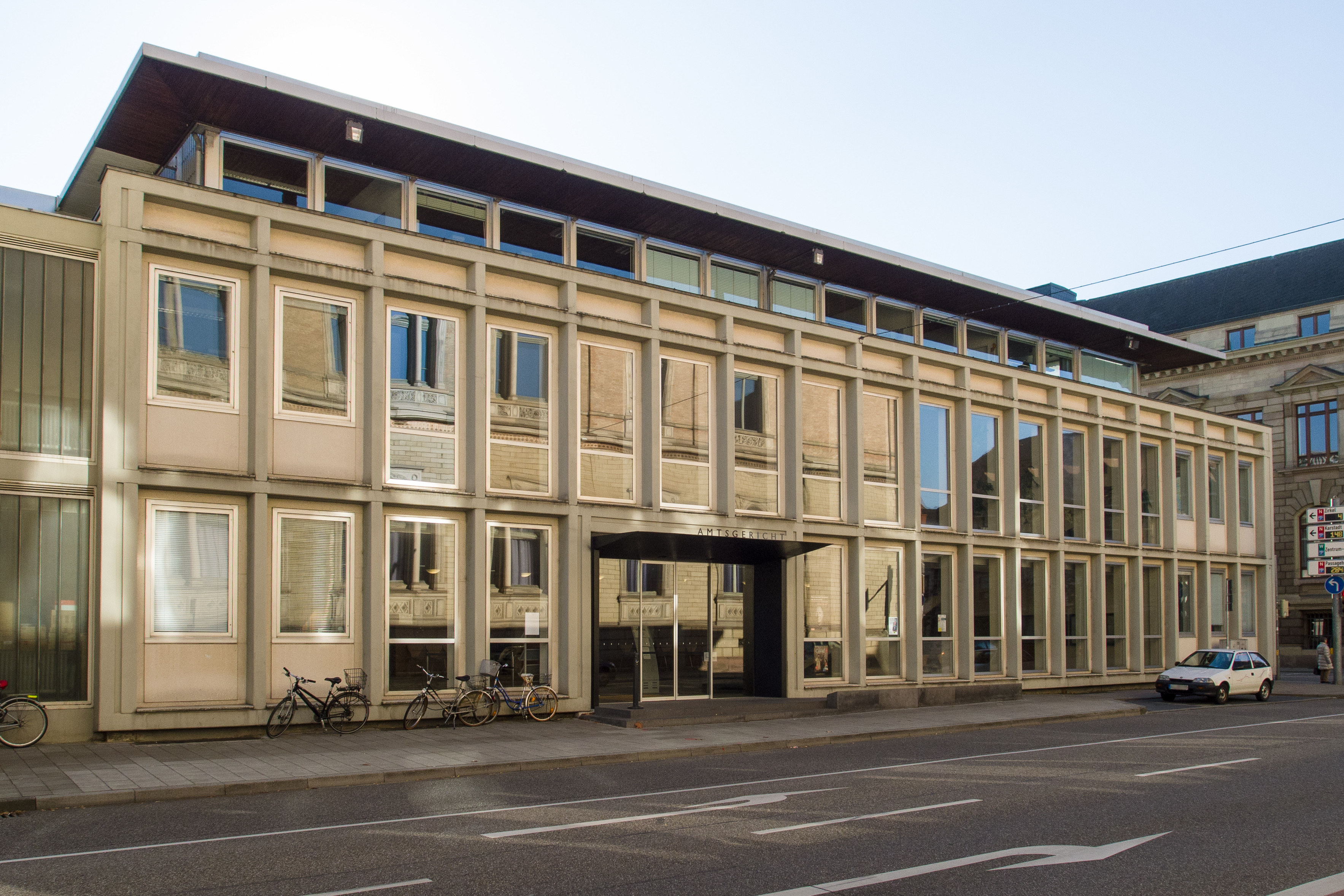
Amtsgericht in Karlsruhe am Schlossplatz 23

Das Amtsgericht Karlsruhe ist ein Gericht der baden-württembergischen ordentlichen Gerichtsbarkeit.

## Gerichtssitz und -bezirk
Das Amtsgericht hat seinen Sitz in Karlsruhe. Der Gerichtsbezirk umfasst den Stadtkreis Karlsruhe mit Ausnahme der nach dem Gerichtsorganisationsgesetz Baden-Württembergs dem Amtsgericht Durlach zugewiesenen Gebiete sowie aus dem Landkreis Karlsruhe die Städte und Gemeinden Eggenstein-Leopoldshafen, Linkenheim-Hochstetten, Rheinstetten und Stutensee.

## Aufgaben
Das Gericht nimmt die ihm von Gesetzes wegen zugewiesenen Aufgaben wahr. Neben der Rechtsprechung in etlichen erstinstanzlichen Fällen der Zivil- und Strafrechtspflege und allen familienrechtlichen Fällen sowie als Vollstreckungsgericht gilt dies auch für Aufgaben der freiwilligen Gerichtsbarkeit, mit Ausnahme der Anfang 2007 abgegebenen Funktion als Registergericht. Da das Amtsgericht Karlsruhe das Amtsgericht am Sitz eines Landgerichts ist, fungiert es auch als gemeinsames Insolvenzgericht des Landgerichtsbezirks Karlsruhe. Das Amtsgericht Karlsruhe ist Landwirtschaftsgericht für den Landgerichtsbezirk Karlsruhe. Seit dem 1. Januar 2013 ist das Gericht auch Zentrales Vollstreckungsgericht für das Land Baden-Württemberg.

## Gerichtsgebäude
Das Gericht ist seit 1962 in den Räumlichkeiten Schlossplatz 23 in Karlsruhe untergebracht.
Eine Nebenstelle befindet sich in der Lammstraße 5. Darin sind die Zivilabteilungen, die Vollstreckungsabteilungen sowie die Abteilungen des Familiengerichts untergebracht. In diesem Gebäude befindet sich außerdem die Infothek.
Die Nebenstelle in der Akademiestraße, in der die Zivilabteilungen früher untergebracht waren, wurde im Herbst 2007 aufgelöst (Umzug in die Lammstraße 5).

## Übergeordnete Gerichte
Im Instanzenzug sind dem Gericht das Landgericht Karlsruhe, sodann das Oberlandesgericht Karlsruhe und schließlich der Bundesgerichtshof, ebenfalls in Karlsruhe, übergeordnet.

## Geschichte
Das Gründungsdatum des Amtsgerichts Karlsruhe liegt im Jahr 1857. Im Zuge der Errichtung einer unabhängigen Justiz wurden die bis dahin der Exekutive zugehörigen Ämter verselbständigt und das Stadtamtsgericht und das Landamtsgericht Karlsruhe gebildet, die 1864 zum Großherzoglichen Amtsgericht zusammengefasst wurden. Das Gericht residierte damals noch in der Adlerstraße. Nachdem die dortigen Räumlichkeiten aber zu eng geworden waren, wurde dem Gericht ein Umzug in die Akademiestraße bewilligt. 1911 wurden die dem Amtsgericht in der Akademiestraße zugewiesenen Räume nochmals vergrößert.
Nach dem Zweiten Weltkrieg nahm das Amtsgericht bereits im Sommer 1945 seine Tätigkeit erneut auf. In den Jahren 1958–1962 erfolgte der Umzug in das Domizil des Amtsgerichts am Schlossplatz.
Im Jahr 1970 wurde das Amtsgericht als eigenständiges Präsidialgericht konstituiert. Nominell bedeutet dies, dass das Gericht seither durch einen Präsidenten statt durch einen Direktor geleitet wird. Inhaltlich ist es in der Behördenstruktur dadurch aufgewertet, dass die am Amtsgericht beschäftigten Angehörigen des höheren Justizdienstes nicht mehr der Dienstaufsicht des Landgerichtspräsidenten unterstellt ist, sondern das Amtsgericht Karlsruhe neben den Landgerichten dem Oberlandesgericht Karlsruhe untersteht. Auf den Instanzenzug hat dies freilich keinen Einfluss.